# ثيغاما
بلدية ثيغاما (بالإسبانية: Cegama) هي بلدية تقع في مقاطعة غيبوثكوا التابعة لمنطقة إقليم الباسك شمال إسبانيا.

## الديموغرافيا
يبلغ عدد سكان بلدية ثيغاما 1.553 نسمة عام 2011 (وفقاً للمعهد الوطني للإحصاء الإسباني).
| 1.348 | 1.307 | 1.307 | 1.303 | 1.407 | 1.492 | 1.553 |

## أعلام
- ايتور بيريز
- جوكس أزورمندي
- غريغوريو غونزاليس